# Дехта Наталія Іванівна
Наталія Іванівна Дехта (* 8 квітня 1951 р. м. Суми)  — українська акторка, провідна майстриня сцени.

## Біографія
Народилася в акторській родині, батько — Дехта Іван Антонович (заслужений артист України, грав роль Щукаря в «Піднятій цілині»), мати  — Лісова Меланія Пилипівна (заслужена артистка України). Тітка — Чайка Варвара Пилипівна, заслужена артистка України. Тітка Соколова Ганна Пилипівна була акторкою Київського театру ім. І. Франка.
У театральне життя включилася рано, з 8 років почавши грати у виставах. По закінченню Сумської СШ № 3 відразу потрапила до театральної трупи Сумського обласного музично-драматичного театру імені М. С. Щепкіна.

### Творча кар'єра
У 1972 році поїхала до Росії, де пропрацювала в театрах 20 років. Грала у Бєлгородському театрі ім. Щепкіна, Курському театрі ім. Пушкіна, в драматичному театрі Комсомольська-на-Амурі, в Архангельському театрі ім. Ломоносова.
До України повернулася у 1980-х.
В Сумському театрі ім. Щепкіна зіграла понад 30 ролей.

## Ролі
| Рік  | Назва                    | роль               |
| ---- | ------------------------ | ------------------ |
| 1992 | Східна трибуна           | Самохвалова        |
| 1993 | Мафіозі                  |                    |
| 1993 | Філумена Мартурано       | Діана              |
| 1994 | Едіт Піаф                | Едіт Піаф          |
| 1994 | Не вір очам своїм        | Матильда Ласбрі    |
| 1994 | Без вини винуватий       | Корінкіна          |
| 1994 | Дамських справ маестро   | Євдокія            |
| 1995 | Темна історія            | міс Фернівел       |
| 1998 | Пастка                   | Флоранс            |
| 1999 | Верона                   | сеньйора Капулетті |
| 2000 | Вишневий сад             | Раневська          |
| 2001 | Лісістрата               | Лісістрата         |
| 2001 | Доки вона вмирала        | Таня               |
| 2001 | Отруєна туніка           | Федора             |
| 2001 | Сцени біля фонтану Любов | Елен               |
| 2003 | Тартюф                   | Фліпота            |
| 2004 | Театр                    | Дотті Одлі         |
| 2005 | Ханума                   | Ануш               |